# Rijksbeschermd gezicht Vlist
Gezicht Vlist is een van rijkswege beschermd dorpsgezicht in Vlist in de gemeente Krimpenerwaard in de Nederlandse provincie Zuid-Holland. De procedure voor aanwijzing werd gestart op 15 mei 1964. Het gebied werd op 1 mei 1969 definitief aangewezen. Het beschermd gezicht beslaat een oppervlakte van 65,5 hectare.
Panden die binnen een beschermd gezicht vallen krijgen niet automatisch de status van beschermd monument. Wel zal de gemeente het bestemmingsplan aanpassen om nieuwe ontwikkelingen in het gebied te reguleren. De gezichtsbescherming richt zich op de stedenbouwkundige en cultuurhistorische waardering van een gebied en wil het toekomstig functioneren daarvan veiligstellen.

## Beschermde gezichten in de Krimpenerwaard
Naast het Gezicht Vlist zijn in de gemeente Krimpenerwaard vier andere beschermde gezichten aanwezig, namelijk:
- Rijksbeschermd gezicht Haastrecht
- Rijksbeschermd gezicht Schoonhoven
- Rijksbeschermd gezicht Vlist Uitbreiding (Bonrepas)
- Gemeentelijk beschermd gezicht Lekkerkerk